# フィリップ・クレメント
フィリップ・クレメント（Philipp Klement, 1992年9月9日 - ）は、ドイツ・ラインラント＝プファルツ州ルートヴィヒスハーフェン・アム・ライン出身のプロサッカー選手。1.FCカイザースラウテルン所属。ポジションはミッドフィールダー。

## 経歴
2014年8月4日、1.FSVマインツ05のセカンドチームと単年契約を結んだ。2015年9月、トップチームに昇格しFCシャルケ04戦でデビューした。その後は、トップチームの練習に参加はするものの、出場はセカンドチームが主であった。
2019年夏、VfBシュトゥットガルトに移籍した。このとき、シュトゥットガルトは2. ブンデスリーガ所属であったが、移籍した理由についてクレメントは「クラブ幹部のトーマス・ヒツルスペルガー、スヴェン・ミスリンタートと非常に良い話し合いができました。2部かどうかは関係なく、シュトゥットガルトの長期的なクラブ戦略に惹かれたからです」と話している。
2022年1月13日、SCパーダーボルン07へ2021-22シーズン終了までの期限付き移籍をした。
2022年8月25日にユース時代を過ごした1.FCカイザースラウテルンへ移籍した。